# Saint-Ferréol (Insel)
Die Insel Saint-Ferréol (französisch Îlot Saint-Ferréol, auch Saint-Féréol) ist die drittgrößte der Inselgruppe Îles de Lérins und so klein, dass sie nur bedingt als eine solche angesehen wird, und sie war und bleibt unbewohnt. Sie ist nur 220 Meter von der östlichen Spitze der Insel Île Saint-Honorat entfernt und misst nur 222 mal 160 Meter. 
Gegenüber der Insel Sainte-Marguerite, die 1,7 km nördlich liegt und eine Länge von 3,2 km und eine Breite von 928 m hat, wirkt sie zwergenhaft.
Östlich von Sainte-Marguerite liegt eine ähnliche zwerghafte Satelliten-Insel, die Île Saint de la Tradeliere. Sie ist die kleinste der Inselgruppe mit 233 m Länge und 98 m Breite. 